# Centro de Conferencias del Mediterráneo
El Centro de Conferencias del Mediterráneo (en inglés, Mediterranean Conference Centre o MCC; en maltés: Dar il-Mediterran għall-Konferenzi) es un centro de conferencias en La Valeta, la capital de Malta. El edificio fue construido como hospital en el siglo XVI por la Orden de San Juan, y era conocido como Sacra Infermeria (en maltés: Il-Furmarija). Fue conocido como Hôpital Militaire durante la ocupación francesa y durante el período británico recibió el nombre de Station Hospital.
Fue uno de los principales hospitales de Europa hasta el siglo XVIII y permaneció en uso hasta 1920. Tenía una capacidad para atender de 500 a 2500 pacientes. En la actualidad el edificio se utiliza para banquetes, exposiciones, convenciones internacionales y espectáculos teatrales.

## Historia

### Hospital
La Sacra Infermeria fue mandada construir por el gran maestre Jean de la Cassière el 7 de noviembre de 1574, después de un Capítulo General, en sustitución de la ya existente en Birgu. La construcción cvomenzó el mismo año. Fue terminado a finales del siglo XVI. Se desconoce su arquitecto, pero se suele atribuir a Girolamo Cassar.
Estaba destinado a recibir pacientes malteses y extranjeros, así como a proporcionar alojamiento a los peregrinos que viajaban a Tierra Santa. También tenía dos farmacias. En 1596 se construyó un área destinada a acoger a los enfermos de enfermedades venéreas y contagiosas. En 1636 se cerró una de las farmacias.
Durante el gobierno del gran maestre Raphael Cotoner, se ampliaron más pabellones a la enfermería. Este trabajo continuó hasta 1666, durante el reinado del sucesor y hermano de Rafael, Nicolás Cotoner. También se amplió el Gran Pabellón y en 1676 se fundó una Escuela de Anatomía y Cirugía. Se construyó una sala de disección, que luego se trasladó al cementerio, fuera de la enfermería. Más obras se realizaron en 1712, durante el reinado del gran maestre Ramón Perellos y Roccaful. Estos incluían un Cuadrángulo, la Capilla del Santísimo Sacramento, un laboratorio y una farmacia.
Cuando los franceses, bajo Napoleón Bonaparte, ocuparon Malta en 1798, hicieron reformas en el hospital. Mejoraron su ventilación, saneamiento e iluminación. También lo cambiaron por un hospital militar para alojar a los marineros y soldados franceses enfermos, lo que resultó en el cambio de nombre de Sacra Infermeria a Hospital Militar (Hôpital Militaire). Tan pronto como comenzó la insurrección maltesa, la eficiencia del hospital comenzó a deteriorarse. Los suministros de medicamentos, alimentos frescos, agua y ropa eran escasos. Eran comunes enfermedades como la ceguera nocturna, el escorbuto, las enfermedades intestinales y la tisis. Los franceses se rindieron el 5 de septiembre de 1800 y La Valeta fue inmediatamente ocupada por 350 tropas británicas.
El nuevo Hospital General ahora se convirtió en Station Hospital para acomodar a los soldados británicos heridos que traían los barcos. Esto se hizo debido a su posición estratégica con vistas al puerto. Esto significaba que las tropas gravemente heridas podían ser transportadas allí fácil y rápidamente. El hospital vio mucho uso principalmente durante las Guerras Napoleónicas, la Guerra de Crimea y la Primera Guerra Mundial. De hecho, durante la Primera Guerra Mundial, Malta era conocida como la 'Enfermera del Mediterráneo'. Entre 1863 y 1865 se realizaron más reformas para mejorar el edificio.
El Station Hospital llegó a su fin en 1918, al concluir la Primera Guerra Mundial.

### Usos posteriores
Desde 1920 hasta mayo de 1940 sirvió como cuartel general de la Policía de Malta. El edificio fue incluido en la Lista de Antigüedades de 1925. Fue evacuado durante la Segunda Guerra Mundial durante la cual recibió cuatro impactos directos, que destruyeron ciertas partes del mismo. Después de la guerra, la parte del Gran Pabellón que quedó se convirtió en una Sala de Comando para las Tropas Aliadas. Permaneció así hasta 1950. Posteriormente se convirtió en Teatro Infantil durante un año. En 1959, el centro se convirtió en escuela y centro de exámenes. La restauración se intentó varias veces, sin embargo, en 1978 se inició una restauración completa y el 11 de noviembre de 1979 se inauguró el centro actual. Posteriormente recibió el Diploma al Mérito Europa Nostra.
Desde entonces, el centro ha albergado muchas conferencias, reuniones, cumbres y otros eventos, como la Cumbre de La Valeta sobre Migración y la Reunión de Jefes de Gobierno de la Commonwealth de 2015.
La Sacra Infermeria está inscrita en el Inventario Nacional de Bienes Culturales de las Islas Maltesas.
El 20 de noviembre de 2016, el centro fue la sede oficial del Festival de la Canción de Eurovisión Junior de ese año.

## Arquitectura
La Sacra Infermeria originalmente tenía dos salas con un patio central, pero posteriormente se amplió para tener seis salas grandes. La sala principal fue una vez la sala más grande de Europa con una longitud de 146 m. También tiene una escalera monumental diseñada en forma de tramo de escaleras que bajan contra una pared y luego giran a mitad de camino frente al otro lado de la pared. Los pasillos y salas subterráneas tienen techos abovedados en forma de cruz.

## Galería

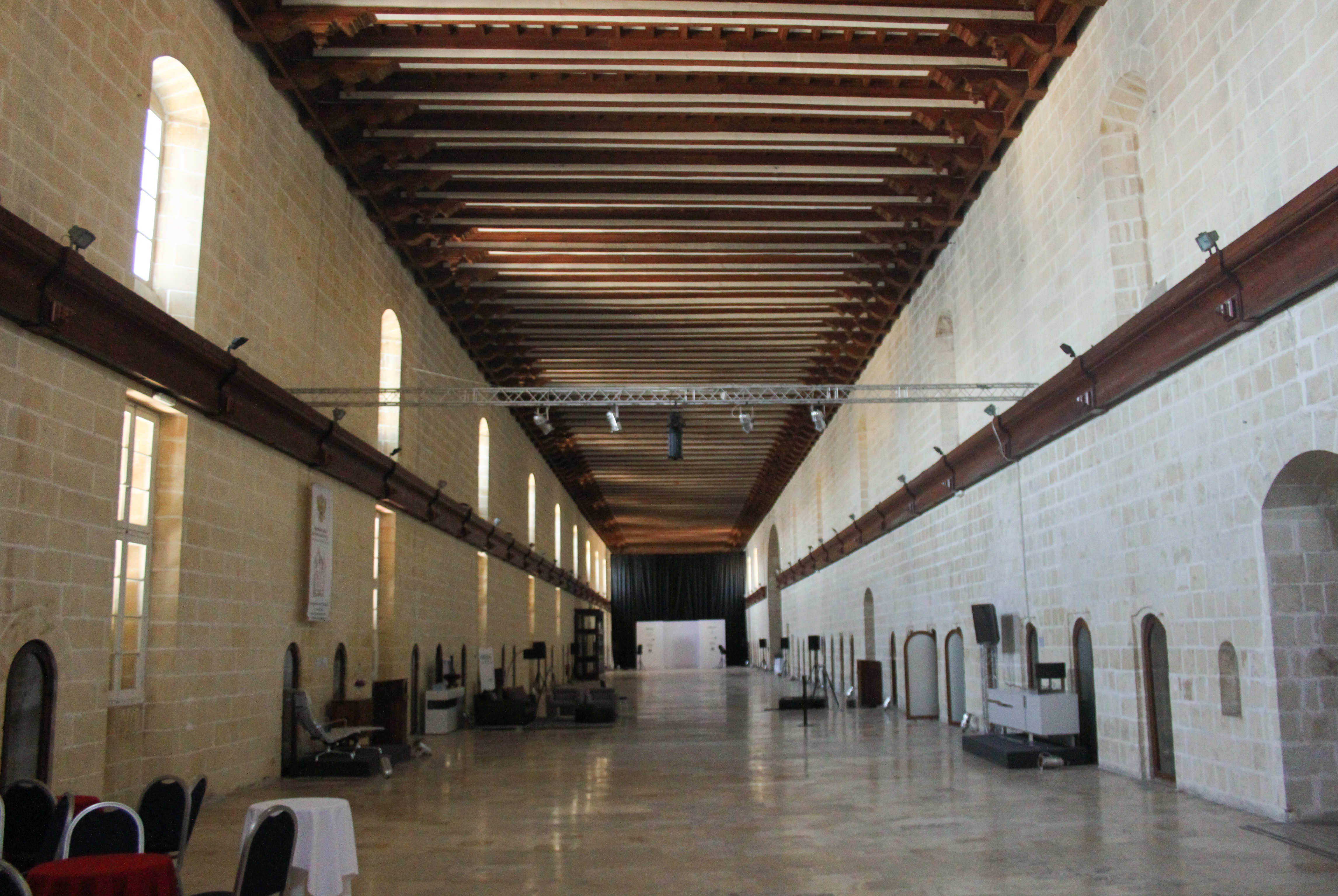
El Gran Pabellón en la actualidad
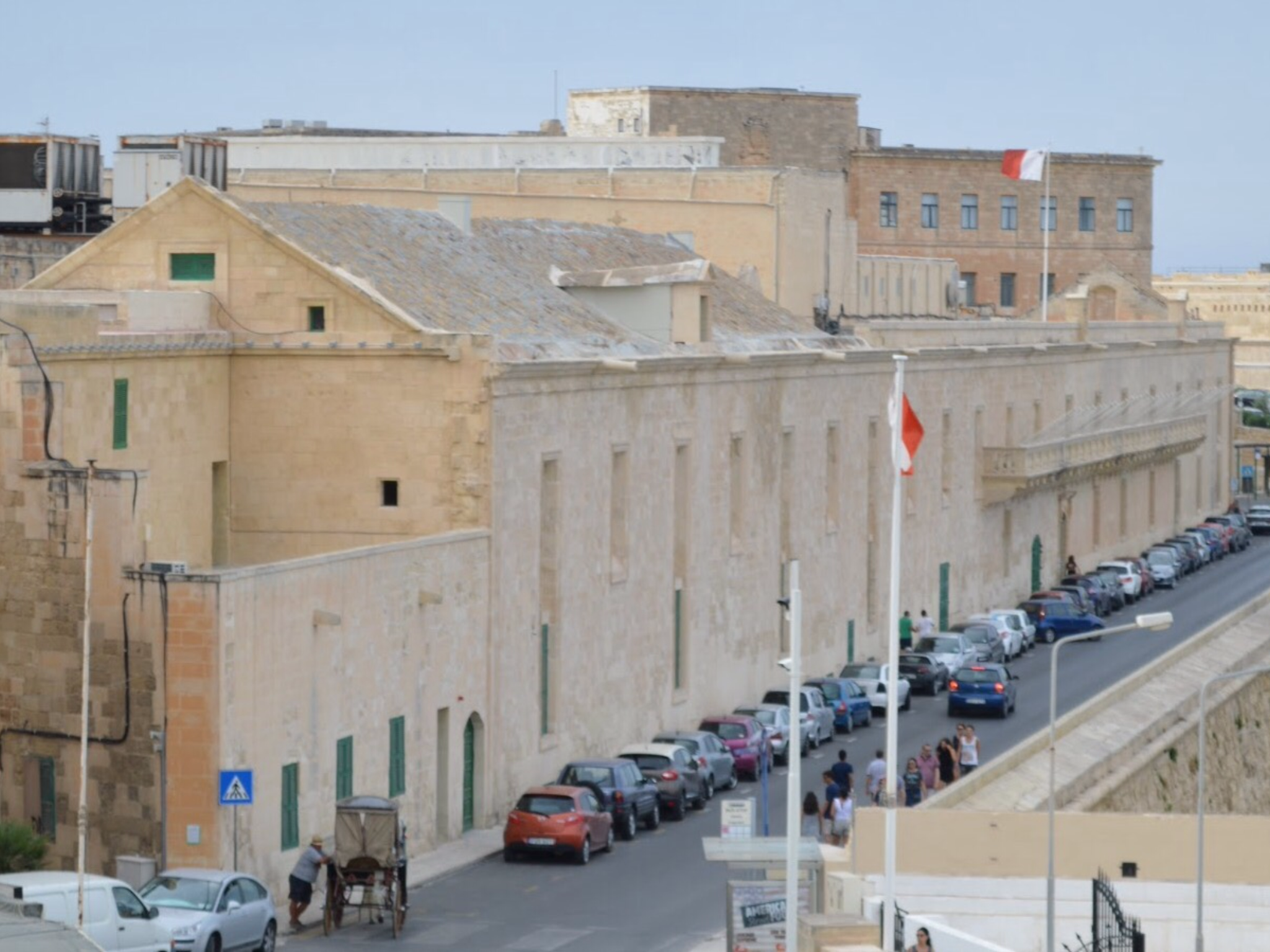
El edificio actual desde los Jardines Lower Barrakka